# Серюрье, Жан Матье Филибер
Граф (03.06.1808) Жан-Матье-Филибер Серюрье (фр. Jean-Mathieu-Philibert Sérurier; 8 декабря 1742, Лаон, Иль-де-Франс — 21 декабря 1819, Париж) — французский военачальник, почётный маршал Франции (19 мая 1804).

## Биография
Серюрье родился в Лаоне в семье придворного служащего, отвечавшего за ловлю кротов в королевских конюшнях. В марте 1755 года призван в ополчение (фр. milice provinciale), с октября 1759 года — прапорщик Омонского пехотного полка королевской армии.
Серюрье один из немногих командиров Наполеона, воевавших в Семилетнюю войну. В 1760 году он был ранен в битве при Варбурге. В 1762 году Серюрье получил чин лейтенанта и был отправлен в Португалию.

### Революция и итальянские кампании
После 34-летней службы, был только батальонным командиром. Однако с началом революции началась эмиграция старого дворянства, в связи с чем освобождалось большое количество командных должностей. В марте 1789 года, как раз перед началом Французской революции, Серюрье получил чин майора, а уже 1 января 1791 года — подполковника.
После августовских волнений 1792 года Серюрре стал полковником 70-го пехотного полка, стоящего гарнизоном в Перпиньяне. Рождённый в аристократической семье и оказавшийся в среде революционно настроенных солдат Серюрье уже думал об эмиграции, однако его остановило очередное повышение. 25 июня 1793 года он был произведён в бригадные, а 22 декабря 1794 года — в дивизионные генералы. В этом качестве Серюрье воевал в Италии с 1793 по 1799 годы, сначала под командованием Келлермана и Жозефа Шерера, а затем и Наполеона Бонапарта.
Личная храбрость и распорядительность Серюрье в действиях в Италии в 1796 году, особенно при Ст.-Михеле, на реке Курсалия и при Мондови, сильно выдвинули его в глазах Бонапарте. Сюрюрье участвовал в сражениях при Лоано, Мондови, Ла-Фаворите, Пьяве, Тальяменто, Градиске. В том же 1796 году Серюрье был уже начальником дивизии и блокировал Мантую, а после сдачи этого города в 1797 году направлен с победным известием и захваченными у австрийцев знаменами в Париж, к Директории.
После этого был назначен комендантом Венеции, а в 1798 году — губернатором Луккской республики, где проявил благоразумие и энергию. Во время Итальянской кампании 1799 года снова командовал дивизией в армии Шерера и с отличием участвовал в боях при Маньяно; но при переправе Суворова через Адду у Кассано, находясь с отдельной колонной у Вердерио, был окружен войсками Розенберга и Вукасовича и, после жаркого боя, сложил оружие. Суворов оказал особое внимание пленному Серюрье и вскоре отпустил его под честное слово.

### Консульство и Империя

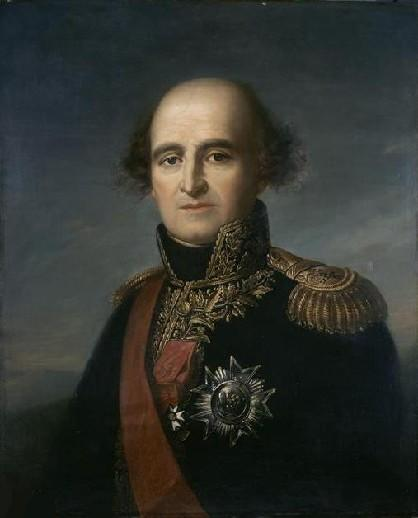
Маршал Серюрье

По возвращении Бонапарта из Египта, Серюрье был в числе его главных сторонников и активно участвовал в перевороте 18 брюмера. После этого он сделал впечатляющую карьеру. Сначала 27 декабря 1799 года введён в состав Государственного совета, затем 22 декабря 1802 года назначен Наполеоном вице-президентом Сената. 23 апреля 1804 года как один из наиболее заслуженных военных, занял почётнейший пост губернатора Дома инвалидов. Во время коронации Наполеона в 1804 году Серюрье нёс золотое кольцо императрицы Жозефины. При восшествии на престол Наполеона получил графское достоинство и маршальский жезл.
С 3 сентября 1809 года Серюрье руководил Национальной гвардией Парижа. После поражения армии французов под Парижем в ночь с 30 на 31 марта 1814 года приказал сжечь во дворе Дома инвалидов 1417 трофейных знамён, захваченных французами в многочисленных войнах со времён Людовика XIV. Он лично сжёг шпагу и пояс Фридриха Великого. Пепел был брошен в Сену

### Реставрация
Голосовал за отстранение Наполеона от власти, в благодарность за это Бурбоны дали ему в 1814 г. титул пэра Франции.
Во время «Ста дней» Наполеон ввёл его в состав созданной им Палаты пэров. После окончательного поражения Наполеона, на суде над маршалом Неем голосовал за смертную казнь. C 1815 года за участие в 100-дневном правлении лишен должности губернатора инвалидов и звания пэра, отправлен в отставку.
Погребён на столичном кладбище Пер-Лашез. В 1847 году перезахоронен в Доме инвалидов.

## Награды
- Орден Почётного легиона, большой крест
- Орден Почётного легиона, великий офицер
- Орден Святого Людовика, большой крест
- Орден Железной короны, большой крест (Королевство Италия)